# 白鳥町立牛道中学校
白鳥町立牛道中学校（しろとりちょうりつ　うしみちちゅうがっこう）は、かつて岐阜県郡上郡白鳥町（現・郡上市）に存在した公立中学校。

## 概要
- 旧・郡上郡牛道村の中学校であり、牛道小学校の児童が進学していた。1965年白鳥中学校に統合され廃校。
- 校舎は牛道小学校に隣接していた。跡地は牛道小学校の敷地の一部となっている。

## 沿革
- 1947年（昭和22年）4月1日 - 牛道村立牛道中学校として開校。牛道小学校の校舎の一部を仮校舎とする。
- 1949年（昭和24年）10月 - 牛道小学校の隣接地に校舎（木造2階建）が完成。
- 1956年（昭和31年）4月1日 - 白鳥町、北濃村、牛道村が合併し、白鳥町が発足。同時に白鳥町立牛道中学校に改称する。
- 1960年（昭和35年）4月 - 白鳥町の校区変更により、那留地区が牛道中学校校区から白鳥中学校〈旧〉校区に移る[注釈 2]。
- 1961年（昭和36年）2月10日 - 町議会で白鳥中学校〈旧〉、牛道中学校、北濃中学校の統合が決まる。牛道地区の住民は反対運動を行う。
- 1962年（昭和37年） - 白鳥中学校〈旧〉の火災により統合計画が変更され、統合校舎の建設を前倒して白鳥中学校〈旧〉の生徒を収容し、その後白鳥中学校〈旧〉と北濃中学校を統合に変更される。牛道中学校は統合中学校（白鳥中学校）発足の1年後に統合となる。
- 1965年（昭和40年）
  - 3月26日 - 閉校式を行う。閉校時の生徒数は183名。
  - 3月31日 - 白鳥中学校に統合され廃校。